# Parafia Matki Boskiej Różańcowej w Gdyni
Parafia pw. Matki Boskiej Różańcowej  w Gdyni – parafia  rzymskokatolicka usytuowana w dzielnicy Pustki Cisowskie-Demptowo w Gdyni. Należy do dekanatu Gdynia-Chylonia, który należy z kolei do archidiecezji gdańskiej. 
Obecnym proboszczem parafii jest ks. Grzegorz Kuzborski.

## Historia
- 10 maja 1978 – ustanowienie parafii